# Casa Gran (Querol)
La Casa Gran és un edifici del municipi de Querol (Alt Camp) inclosa en l'Inventari del Patrimoni Arquitectònic de Catalunya.

## Descripció
La Casa Gran està situada al NE de la comarca de l'Alt Camp, a prop de l'ermita de Valldossera. Es tracta fonamentalment d'un edifici de planta rectangular, amb planta baixa, pis i coberta de teula. L'accés a l'habitatge es realitza per un jardí a través del qual s'arriba a la porta principal, d'arc de mig punt. Aquesta façana mostra a més, al primer pis, una finestra geminada i una galeria d'arcs de mig punt que fa cantonada. L'element més remarcable de l'interior del conjunt és el vestíbul, on una estructura formada per quatre grans arcs de pedra que descarreguen sobre una columna central genera un ampli espai al voltant del qual es distribueixen diverses dependències i d'on arrenca l'escala d'accés al primer pis. Altres elements d'interès són l'embigat de fusta de roure i el conjunt d'arcs que deixen veure la transició entre el mig punt i l'ogiva.

## Història
La manca de dades sobre l'origen de la Casa Gran (nom que probablement no correspon al que tenia inicialment) no en permet una datació exacta. Tanmateix, els elements constructius conservats situen la primera etapa d'edificacions diverses al llarg del temps. Ja dintre del segle xx, la Casa Gran fou adquirida per la família Amat, i s'hi va fer obres de remodelació (galeria del primer pis, ...) per habilitar-la com a segona residència. Actualment, el conjunt és propietat de la Caixa d'Estalvis del Penedès, que s'encarrega de la seva conservació a l'espera de donar-li un nou ús.